# Love It to Death
Love It to Death is het derde studioalbum dat de Amerikaanse rockgroep Alice Cooper uitbracht in maart 1971.
Het was het eerste commercieel succesvolle album het eerste dat het agressieve en hard rockende geluid van de band consolideerde. Het bekendste nummer van het album, "I'm Eighteen", werd als single uitgebracht om de commerciële levensvatbaarheid van de band te testen voordat het album werd opgenomen. 
Gevormd in het midden van de jaren zestig, nam de band in 1968 de naam Alice Cooper aan en werd bekend om zijn buitensporige theatrale liveshows. De losse, psychedelische freakrock van de eerste twee albums wist geen publiek te vinden. De band verhuisde in 1970 naar Detroit waar ze werden beïnvloed door de agressieve hardrockscene. Een jonge Bob Ezrin werd aangeworven als producer; hij moedigde de band aan om de songwriting strakker te maken gedurende twee maanden repeteren van tien tot twaalf uur per dag. De single "I'm Eighteen" behaalde kort daarna top veertig succes, met de piek gelegen bij plaats 21. Dit overtuigde Warner Bros. ervan dat Alice Cooper het commerciële potentieel had om een album uit te brengen. Na de release in maart 1971 bereikte Love It to Death  nummer 35 op de Billboard 200 albums chart en heeft sindsdien een platina certificatie. De tweede single van het album, " Caught in a Dream ", kwam op nummer 94 terecht. 
Op de originele albumhoes stond de zanger Cooper met zijn duim naar voren gericht, zodat het zijn penis leek; Warner Bros. verving het al snel door een gecensureerde versie. De Love It to Death-tour bevatte een uitgebreide shockrock-liveshow: tijdens "Ballad of Dwight Fry" - over een gevangene in een krankzinnig gesticht - werd Cooper van het podium af gesleurd en keerde terug in een dwangbuis. De show bereikte het hoogtepunt van Coopers schijnexecutie in een prop elektrische stoel tijdens "Black Juju". Ezrin and the Coopers bleven samenwerken voor een reeks hitalbums tot het uiteenvallen van de band in 1974. Het album wordt gezien als een fundamentele invloed op hardrock, punk en heavy metal; verschillende nummers zijn live Alice Cooper-standaarden geworden en worden vaak gecoverd door andere bands.